# مرکز ملی زیبایی‌شناسی هنریک ایگیتیان
مرکز ملی زیبایی‌شناسی هنریک ایگیتیان (NCA) (به ارمنی: Գեղագիտության ազգային կենտրոն) یک گالری و موزه در شهر ایروان، ارمنستان است. این بنا از سال ۲۰۲۴ به عنوان موزه هنر کودکان ارمنستان معرفی گردید. مرکز ملی زیبایی‌شناسی هنریک ایکیتیان که در سال ۱۹۷۰ توسط هنریک ایگیتیان و ژانا آقامیریان تأسیس شد.

## پیشینه

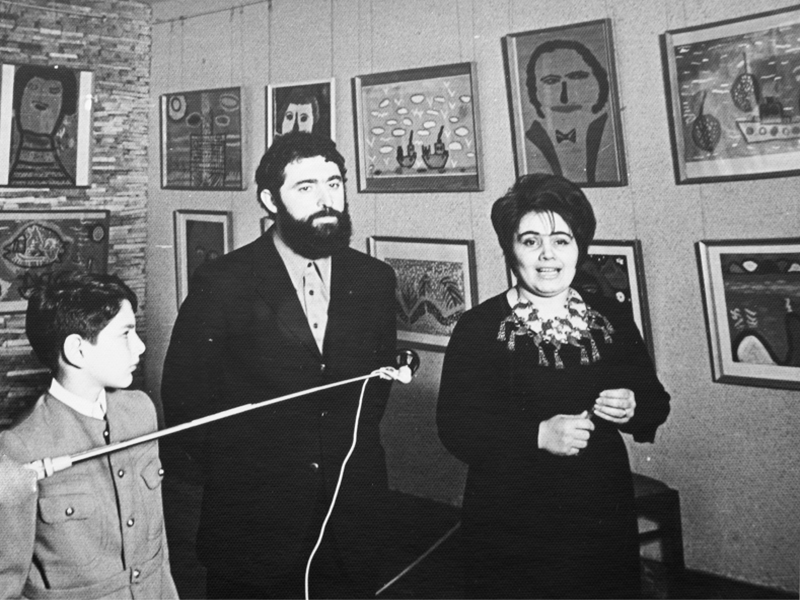

مرکز ملی زیبایی‌شناسی در ایروان در نخستین بار در ۱۸ اکتبر ۱۹۷۸ آغاز به کار کرد. این موسسه در زمان تاسیس یک نهاد غیر قانونی محسوب می‌شد. به گفته هنریک ایگیتیان تا دهه ۱۹۹۰ فعالیت‌های مرکز ملی زیبایی‌شناسی  خارج از «دستورالعمل‌های شوروی در مورد بیان هنری و محتوای آموزشی قابل قبول» محسوب می‌شده است. در سال ۲۰۱۶ به افتخار هنریک ایگیتیان معلم و تاریخ‌نگار هنر و نقاش اهل ارمنستان، نام رسمی این مرکز از مرکز ملی زیبایی‌شناسی ایروان به مرکز ملی زیبایی‌شناسی هنریک ایگیتیان تغییر یافت. در سال ۲۰۲۰ وهان بدلیان به عنوان مدیر این نهاد انتخاب شد و از سال ۲۰۲۴ موزه هنر کودکان به گنجینه این مرکز اضافه شد است. موزه هنر کودکان در واقع طرح اولیه‌ای بود که در سال ۱۹۷۰ توسط دو هنرمند ارمنی به نام‌های هنریک ایگیتیان و ژانا آقامیریان مطرح شده بود.

## فعالیت‌ها
مرکز ملی زیبایی‌شناسی هنریک ایگیتیان دارای استودیوهای هنرهای زیبا و تزئینی، تئاتر، ارکستر و استودیو رقص است. شعبه‌های این مرکز در شهرهای به جز از ایروان، از جمله در گوریس، گیومری، مغری و وانادزور دفاتری دارد که فعالیت‌های آن را ترویج می‌کنند. رسالت دفاتر مرتبط با این مرکز این است که فرهنگ بومی ناحیه خود را منعکس کنند و با تمرکز بر فرهنگ بومی هنر محلی ارمنستان را توسعه دهند.
مرکز ملی زیبایی‌شناسی هنریک ایگیتیان از سال ۲۰۱۰ با نمایش آثار هنرمندان قره باغ فعالیت‌های خود را گسترش داد و چندی بعد میزبان هنرمندان بین‌المللی از جمله هنرمندان ایرانی بود. این مرکز در سال ۲۰۱۷ و به مناسبت سالگرد تیگران کبیر میزبان آثار هنرمندان ایرانی بود. همچنین آثاری از هنرمندان قره باغ را به نمایش گذاشت. مرکز ملی زیبایی‌شناسی هنریک ایگیتیان نمایشگاهی از آثار هنرمندان ایرانی داریوش محمدخانی، علی محمد مسیحا، شهریار حجتی و فاطمه رحیمی یگانه را برگزار کرد. در سال ۲۰۲۱، این مرکز آثار کودکان پناهنده از جمهوری آرتساخ را به نمایش گذاشت. در سال ۲۰۲۲، نمایشگاه دیگری ۹۰ سالگی هنریک ایگیتیان را برگزار کرد.

## موزه هنر کودکان
مجموعه هنری کودکان شامل بیش از صد و پنجاه اثر هنری است که توسط کودکان از سراسر جهان، از ۱۲۰ کشور جهان گردآوری شده است. این گنجینه به دو بخش کشورهای اتحاد جماهیر شوروی و سایر کشورها تقسیم می‌شود. آثار هنرمندان کودک در دو نمایش گروهی و انفرادی به نمایش گذاشته شد. در سال ۱۹۸۳ اولین نمایشگاه فلزکاری کودکان افتتاح شد. در سال ۱۹۸۴ برای درخواست برای نمایش انفرادی، هنرمند باید بین ۳ تا ۱۶ سال سن داشته باشد. این موزه همچنین با نهادهای هنری دیگری در جهان از جمله مرکز هنر کودکان بروکلین دارای تفاهمنامه است. در سال ۱۹۸۰، مجله شوروی لایف این گالری را «تنها در نوع خود در جهان» توصیف کرد. این موفقیت موزه هنر کودکان بود که منجر به تأسیس مرکز ملی زیبایی‌شناسی شد و تمایل به آموزش هنر در کشور را افزایش داد.

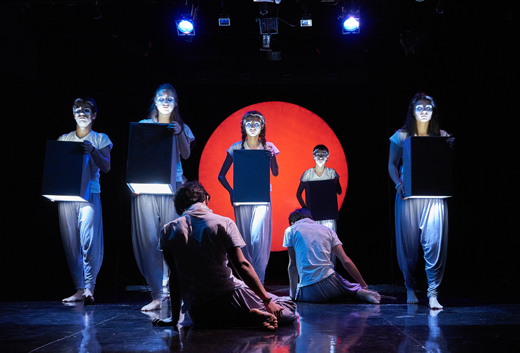
Տեսարան «Ջոնաթան Լիվինգսթոն Ճայը» ներկայացումից
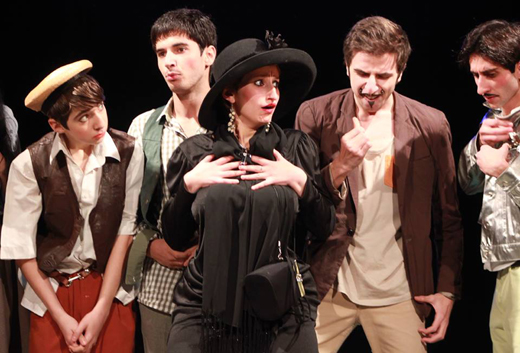
Տեսարան «Պիերո» ներկայացումից
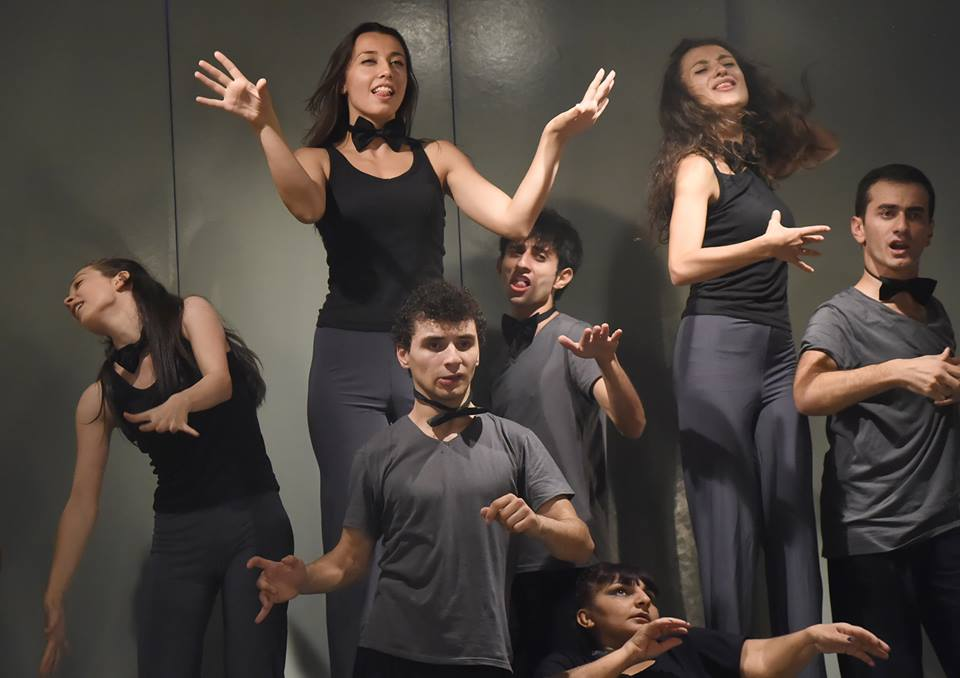
Տեսարան «Մի լքիրռ ինձ» ներկայացումից
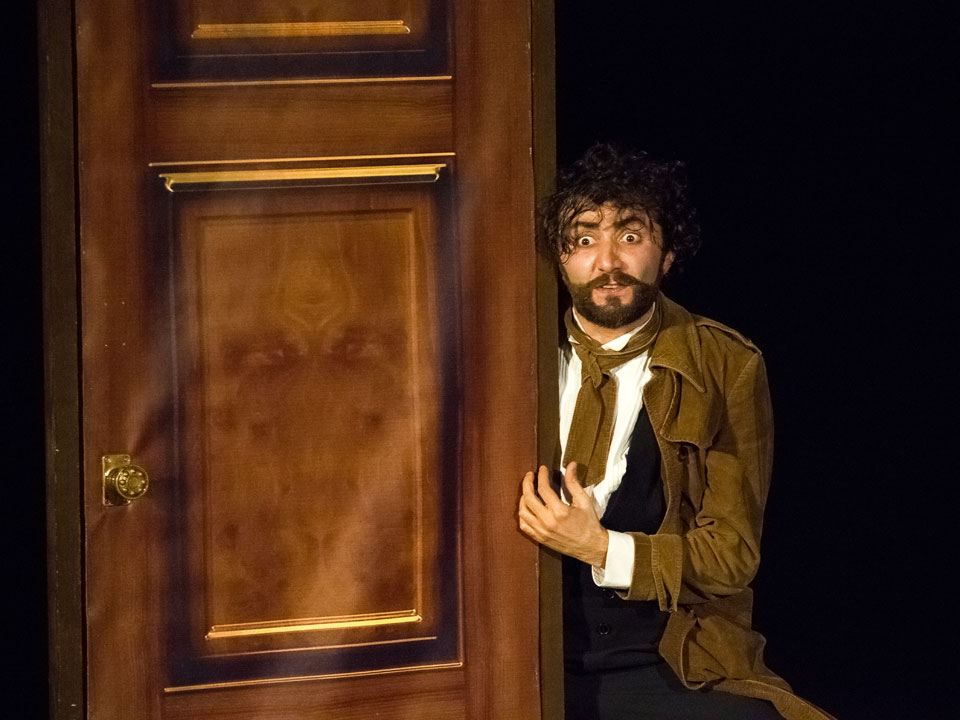
Տեսարան «Խելագարի հիշատակարանը» ներկայացումից
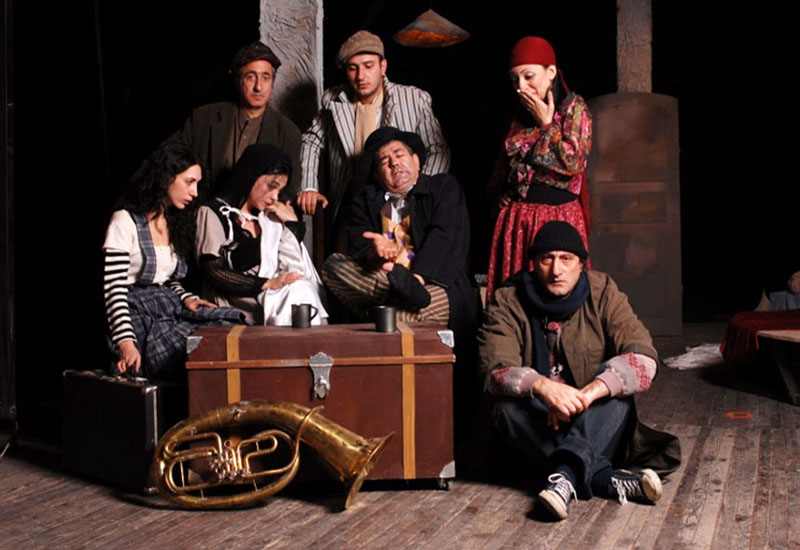
Տեսարան «Աշխարի վերջին օրը» ներկայացումից
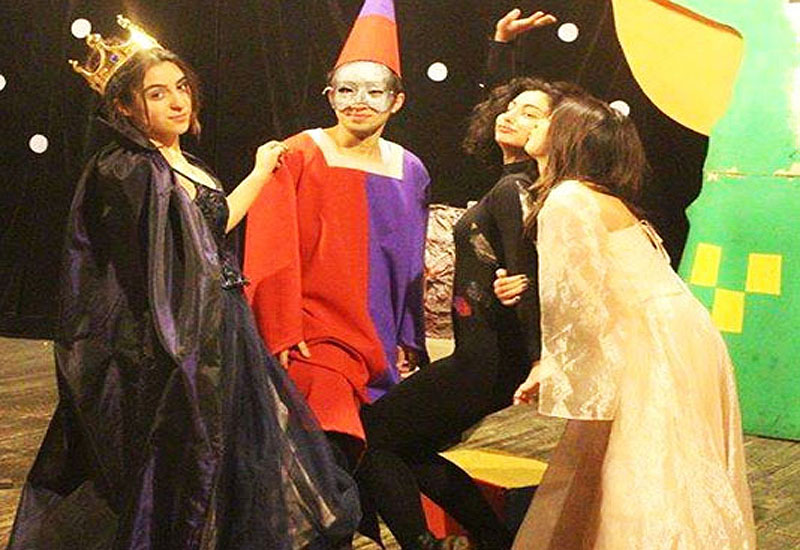
Տեսարան «Սպիտակաձյունիկը և յոթ թզուկները» ներկայացումից
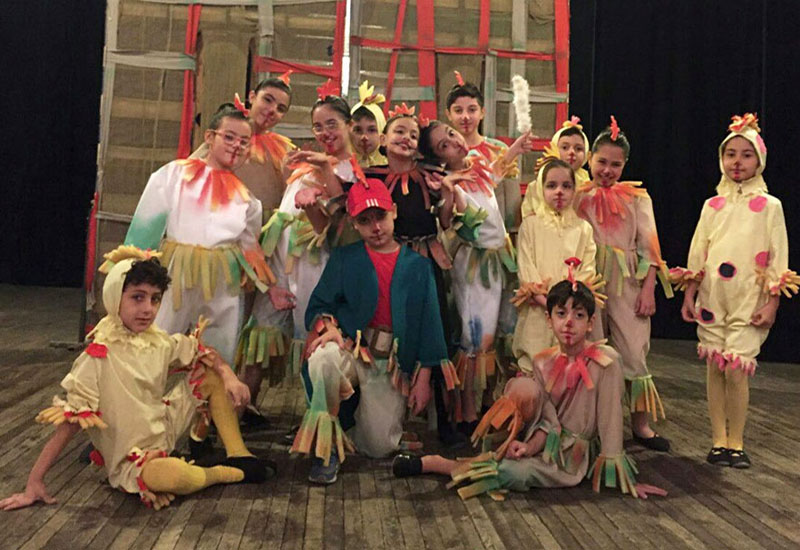
Տեսարան «Անհաղթ աքլորը» ներկայացումից
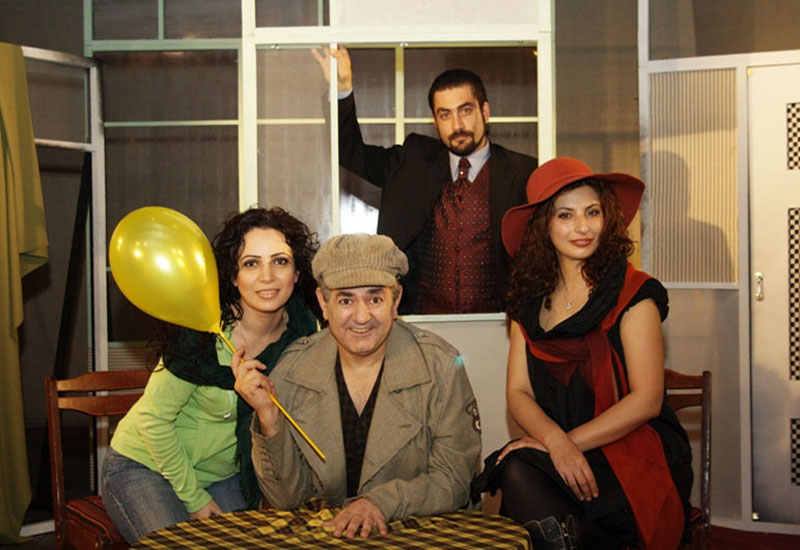
Տեսարան «Արլեզ» ներկայացումից